# 列寧肯特
列宁肯特（羅馬化：Leninkent）是俄罗斯达吉斯坦共和国的市级镇，属共和国辖马哈奇卡拉市，为马哈奇卡拉市内基洛夫区的一部分，东北邻市级镇谢缅杰尔。
该地2021年人口有16,862人；2010年人口15,532；2002年人口12,995；1989年人口5,668。